# Розлив нафти на Deepwater Horizon
Розлив нафти на свердловині Deepwater Horizon (також відомий як «нафтовий розлив BP») — техногенна катастрофа, яка почалася 20 квітня 2010 року біля узбережжя Сполучених Штатів у Мексиканській затоці на родовищі Макондо, керованому компанією BP. Вважається найбільшим морським розливом нафти в історії нафтової промисловості і, за оцінками, на 8—31 % більшим за обсягом, ніж попередній найбільший розлив нафти на Ixtoc I, також у Мексиканській затоці. Федеральний уряд США оцінив загальний викид у 4 900 тис. бар. (210 млн гал. США; 780 000 м3). Після кількох невдалих спроб стримати потік, 19 вересня 2010 року свердловину оголошено закритою. У звітах на початку 2012 року вказувалося, що свердловина ще протікає. Розлив нафти на платформі Deepwater Horizon вважають однією з найбільших екологічних катастроф у світовій історії.
Було вжито масштабних заходів щодо захисту пляжів, водно-болотних угідь та гирл річок з використанням скімерних суден, плавучих бонових загороджень, контрольованих спалювань та 1,84×106 гал. США (7 000 м3) диспергатора нафти. Завдано значної шкоди морському середовищу та місцям проживання диких тварин, а також рибальству та туризму. 2013 року з пляжів у Луїзіані видалено 2200 т нафтовмісних матеріалів. Протягом 2013 року на 55 миля (89 км) берегової лінії Луїзіани працювали бригади з очищення нафти. Нафту, як і раніше, виявляли далеко від майданчика Макондо, у водах Флориди Панхандл і затоки Тампа, де, за словами вчених, суміш нафти і диспергенту залягає в піску. У квітні 2013 року повідомлялося, що дельфіни та інші морські жителі продовжують гинути в рекордних кількостях, при цьому дитинчата дельфінів помирають у шість разів частіше, ніж зазвичай. У дослідженні, опублікованому 2014 року, повідомлялося, що в тунців і амберджека, які зазнали впливу нафти внаслідок розливу, розвинулися деформації серця та інших органів, які, як очікується, призведуть до смерті або принаймні до скорочення життя, а інше дослідження показало, що у тварин, які зазнали впливу розливу, могла поширитися кардіотоксичність.
У ході численних розслідувань вивчено причини вибуху і подальшого розливу. У звіті уряду США, опублікованому у вересні 2011 року, вказувалося на дефекти цементу у свердловині, переважно з вини BP, а також оператора бурової установки Transocean та підрядника Halliburton. Раніше, 2011 року, комісія Білого дому також звинуватила BP та її партнерів у низці рішень щодо скорочення витрат та неадекватної системи безпеки, але також дійшла висновку, що розлив став результатом «системних» корінних причин та «відсутності значних реформ як у галузевій практиці, так і в державній політиці, і цілком може повторитися».
У листопаді 2012 року ВР і Міністерство юстиції США врегулювали федеральні кримінальні звинувачення, при цьому ВР визнала себе винною за 11 пунктами звинувачення в ненавмисному вбивстві, двох правопорушеннях та звинуваченні в брехні Конгресу США. BP також погодилася на чотирирічний державний контроль за її методами безпеки та етикою, а Агенція з охорони навколишнього середовища оголосила, що BP буде тимчасово заборонено укладати нові контракти з урядом США. BP і Міністерство юстиції домовилися про рекордну суму 4,525 млрд дол. штрафів та інших виплат. Станом на  2018, витрати на очищення, збори та штрафи обійшлися компанії більш ніж у $65 млрд.
У вересні 2014 року суддя окружного суду США ухвалив, що BP несе основну відповідальність за розлив нафти через її грубу недбалість і безрозсудну поведінку. У квітні 2016 року BP погодилася заплатити $20,8 млрд штрафів, що є найбільшим корпоративним урегулюванням в історії Сполучених Штатів.
На думку відомого економіста Роберта Каплана, однією з причин аварії стала хибна методика оцінення стратегічних ризиків.